# Eugenio Rambaldi
Eugenio Rambaldi (Porto Maurizio, 1918 – Imperia, 13 ottobre 2013) è stato un generale italiano.
Dopo la fine della seconda guerra mondiale ricoprì alti comandi nell'Esercito Italiano, tra i quali comandante del V Corpo d'armata di Vittorio Veneto e Capo di Stato Maggiore dell'Esercito dal 1977 al 1981.

## Biografia
Nacque a Imperia nel 1918, e frequentò la Regia Accademia Militare di Modena da cui uscì con il grado di sottotenente d'artiglieria. Prese parte alla seconda guerra mondiale  combattendo in Africa settentrionale italiana e nel Mar Egeo. Dopo l'armistizio dell'8 settembre 1943 combatte come partigiano con i resti della Divisione fanteria "Cuneo".  Al termine del conflitto risultava decorato con tre Croci al merito di guerra. Frequentò successivamente la Scuola di guerra dell'esercito a Civitavecchia,  e quella in Canada. Nel 1967 assunse l'incarico di Addetto militare a Mosca, ricoprendolo fino al 1970, durante gli anni della primavera di Praga. Rientrato in Patria divenne comandante della Divisione fanteria "Legnano", e poi Direttore generale degli armamenti terrestri presso il Ministero della difesa. Nel 1974 fu promosso al grado di generale di corpo d'armata, assumendo l'incarico di comandante del V Corpo d' Armata con Quartier generale a Vittorio Veneto, destinato alla difesa del confine orientale. Dopo il terremoto del Friuli, avvenuto il 6 maggio 1976, coordinò e guidò le operazioni di soccorso alla popolazione civile.
Nel 1977 fu nominato Capo di stato maggiore dell'Esercito italiano, affrontando l'emergenza legata alle Brigate Rosse, con il rapimento di Moro, e il soccorso alle popolazioni civile colpite dal terremoto dell'Irpinia. A causa degli alti ruoli militari ricoperti fu oggetto di numerose minacce da parte delle Brigate Rosse in Italia e di Action directe in Francia. Questa minacce costrinsero lui e la sua famiglia a vivere sotto una protezione "blindata". Lasciò l'incarico di Capo di stato maggiore nel 1981, ritiratosi successivamente a vita privata e stabilendosi in Liguria a Porto Maurizio, Imperia. Si spense il 13 ottobre 2013, all'età di 95 anni. I funerali hanno avuto luogo in forma solenne nel Duomo di Porto Maurizio.

### Annotazioni
1. ↑  Sulle presunte carenze e i ritardi con cui l'esercito intervenne in Irpinia sorse una polemica politica tra Flaminio Piccoli (Segretario della Democrazia Cristiana) e Giuseppe Zamberletti (Commissario Straordinario per le zone terremotate) da una parte e Rambaldi dall'altra.
2. ↑  Sposato con la signora Anna, la coppia ebbe una figlia, Alessandra, che lo rese nonno di Neva.

### Fonti
1. 1 2 3 4   Maurizio Vezzaro, È morto il generale Eugenio Rambaldi, in La Stampa Edizione di Imperia, 15 ottobre 2013. URL consultato il 2 aprile 2016 (archiviato dall'url originale il 16 aprile 2016).
2. 1 2 3 4 5 6  Aicardi 2013, p. 5.
3. 1 2 3 4  Hof 2011, p. 263.
4. ↑   Maurizio Vezzaro, Ieri l’ultimo saluto al generale Rambaldi, in La Stampa Edizione di Imperia, 17 ottobre 2013. URL consultato il 2 aprile 2016 (archiviato dall'url originale il 16 aprile 2016).
5. ↑  Sito web del Quirinale: dettaglio decorato.